# Paweł Kras
Paweł Jacek Kras (ur. 29 czerwca 1969 w Lublinie) – polski historyk, mediewista, wykładowca Katolickiego Uniwersytetu Lubelskiego, dyrektor Centrum Studiów Mediewistycznych

## Życiorys
Absolwent Katolickiego Uniwersytetu Lubelskiego, doktorat obronił 17 grudnia 1997 (Husyci w piętnastowiecznej Polsce) pod kierunkiem Urszuli Borkowskiej. Habilitacja także na KUL 27 listopada 2007 (Ad abolendam diversarum haeresium pravitatem. System inkwizycyjny w średniowiecznej Europie). Tytuł profesora nadany przez Prezydenta RP 15 maja 2024. W latach 2010–2013 dyrektor Instytutu Historii KUL. W latach 2008–2018 kierownik Katedry Dziejów i Kultury Europy Jagiellońskiej w Instytucie Historii KUL; od 2019 kierownik Katedry Źródłoznawstwa, Archiwistyki i Dydaktyki Historii. Od 2022 dyrektor Centrum Studiów Mediewistycznych KUL. W latach 2015–2018 profesor nadzwyczajny w Instytucie Historii PAN (Zakład Studiów Średniowiecznych).
Członek Międzynarodowej Komisji Historii Porównawczej Chrześcijaństwa, Comité Scientifique w Centre d'Études Cathares, Ecclesiastical History Society, Komisja Historii Czech i Stosunków Polsko-Czeskich, Komitet Nauk Historycznych PAN, Towarzystwa Instytutu Europy Środkowo-Wschodniej w Lublinie, Towarzystwa Instytutu Geografii Historycznej Kościoła w Polsce w Lublinie, Stałego Komitetu Mediewistów Polskich. Redaktor naczelny rocznika „Acta Mediaevalia. Series Nova”. Członek kolegiów czasopism „Husitský Tábor” i „Studia Mediaevalia Bohemica”.

## Zainteresowania badawcze
- Ruchy religijne w średniowieczu
- Dzieje i kultura Europy Środkowo-Wschodniej w epoce jagiellońskiej
- Mniejszości religijne i etniczne w średniowiecznej i nowożytnej Europie
- Kultura pisma i formy komunikacji społecznej w średniowieczu
- Dzieje Czech i stosunki polsko-czeskie
- Historia Anglii w późnym średniowieczu

## Wybrane publikacje
- (redakcja) Mniejszości narodowe i religijne w Europie Środkowowschodniej : wybrane mater. z konferencji "Samoidentyfikacja narodowa i religijna a sprawa mniejszości narodowych i religijnych w Europie Środkowo-Wschodniej", zorg. w dniach 19-21 października 1993 roku. Cz. 1, red. nauk. Jerzy Kłoczowski, Paweł Kras, Lublin: IEŚ-W 1993.
- (redakcja) Historiografia krajów Europy Środkowo-Wschodniej : Polska, Czechosłowacja, Węgry, Rumunia, była Jugosławia, Bułgaria, red. Jerzy Kłoczowski, Paweł Kras, Lublin: Instytut Europy Środkowo-Wschodniej 1997.
- Husyci w piętnastowiecznej Polsce, Lublin: TNKUL 1998.
- (redakcja) Christianity in East Central Europe : late Middle Ages =Chretienté en Europe du Centre-Est: le bas Moyen Age, ed. Jerzy Kłoczowski, Paweł Kras, Wojciech Polak, Lublin: Instytut Europy Środkowo-Wschodniej 1999.
- (redakcja) Unia Lubelska i tradycje integracyjne w Europie Środkowo-Wschodniej, red. nauk. Jerzy Kłoczowski, Paweł Kras, Hubert Łaszkiewicz, Lublin: Instytut Europy Środkowo-Wschodniej 1999.
- (redakcja) Ecclesia, cultura, potestas: studia z dziejów kultury i społeczeństwa: księga ofiarowana siostrze profesor Urszuli Borkowskiej, pod red. Pawła Krasa, Kraków: Wydawnictwo Towarzystwa Naukowego „Societas Vistulana” 2006.
- 'Ad abolendam diversarum haeresium pravitatem'. System inkwizycyjny w średniowiecznej Europie, Lublin: Wydawnictwo KUL 2006.
- Modlitewnik królewicza Aleksandra, Folia Jagellonica. Fontes, 24, Kraków: Wydawnictwo Towarzystwa Naukowego „Societas Vistulana” 2024 (współpraca Z. Koczarski).
- (z A. Szwedą) Procesy husyckie na Kujawach (1424-1500). Studia historyczne i edycja łacińsko-polska, Folia Jagellonica. Fontes, 19, Lublin-Warszawa: Wydawnictwo "Werset" i Polskie Towarzystwo Historyczne 2024.
- (redakcja) Inkwizycja papieska w Europie Środkowo-Wschodniej, red. Paweł Kras, Kraków: Wydawnictwo Esprit 2010.
- (redakcja) Przestrzeń religijna Europy Środkowo-Wschodniej w średniowieczu = Religious space of East-Central Europe in the Middle Ages, pod red. Krzysztofa Brachy i Pawła Krasa, Warszawa: Wydawnictwo DiG 2010.
- (redakcja) Kultura pisma w średniowieczu: znane problemy, nowe metody, red. nauk. Anna Adamska, Paweł Kras, Lublin: Wydawnictwo KUL 2013.